# Haunsheim
Haunsheim (schwabisk: Hausa) er en kommune i Landkreis Dillingen an der Donau i Regierungsbezirk Schwaben i den tyske delstat Bayern med knap 1.600 indbyggere. Den er en del af Verwaltungsgemeinschaft Gundelfingen an der Donau.

## Geografi
Haunsheim ligger i den såkaldte Bachtal ( Haunsheim er porten til Bachtal) ved en østlig udløber af Schwäbische Alb. Mod syd åbner dalen sig mod den vidtstrakte Donauslette.
Til Haunsheim hører ud over Haunsheim selv den mod nord liggende landsby Unterbechingen.
Tilgrænsende kommuner er: Gundelfingen an der Donau, byen Lauingen, Medlingen, Wittislingen og Bachhagel.